# 768 a.C.

## Eventos
- Terceira olimpíada; Androclo da Messênia foi o vencedor do estádio.[1]